# One Atlantic Center
One Atlantic Center, noto anche come IBM Tower, è un grattacielo situato a Midtown Atlanta, in Georgia, progettato da Philip Johnson.
È il terzo edificio più alto di Atlanta, raggiungendo un'altezza di 250 metri con 50 piani che ospitano uffici su un'area totale di 1.187.676 piedi quadrati. Fu completato nel 1987 e rimase l'edificio più alto di Atlanta fino al 1992, quando fu superato dalla Bank of America Plaza, anch'essa costruita a Midtown.